# Університет Ов'єдо
Університет Ов'єдо (лат. Universitas Ovetensis, ісп. Universidad de Oviedo) — громадський університет в Іспанії, Астурія, в місті Ов'єдо. Єдиний університет в регіоні. Має три кампуси і дослідницькі центри розташовані в Ов'єдо, Хіхоні та М'єресі. Заснований 1574 року з дозволу папи Григорія XIII на прохання ов'єдського архієпископа. Відкритий 1608 року за наказом іспанського короля Філіпа III. Має факультети експериментальних, медичних, суспільних і гуманітарних наук, інженерний факультет; аспірантуру. Нараховує понад 27 тисяч студентів і 2 тисячі викладачів.

## Випускники
- Хуліан Барріо Барріо — архієпископ Компостельський.